# РПГ-32
РПГ-32 «Баркас» (индекс ГРАУ — 6Г40) — российский многоразовый ручной многокалиберный многофункциональный гранатомёт. В зависимости от типа цели может оснащаться выстрелами различного калибра от 72,5 до 105 мм, типа боевой части и стоимости. Единым для всех выстрелов является пусковое устройство длиной 36 сантиметров и весом 3 килограмма, включая оптический прицел, размещаемый в служебном обращении внутри пускового устройства.
Впервые гранатомёт был представлен на проходившей в июне 2008 года выставке вооружений в Париже. Разработан НПО «Базальт» по заказу Иордании. Экспортное наименование — «Ха́шим». Название «Хашим» — родовое имя Хашимитской королевской династии Иордании и пророка Мухамеда — гранатомёту было дано имя иорданским королём Абдаллой II. В настоящее время в Иордании гранатомёт производится из поставляемых сборочных комплектов и носит название «Нашшаб», что можно перевести как «разбивающий вдребезги», «размельчитель» или «сокрушитель».
Предполагается, что новый гранатомёт по многозадачности будет сравним с РПГ-7, при значительно большем поражающем эффекте для всех типов боеприпасов.

## Описание
РПГ-32 предназначен для поражения самых различных целей — современных основных боевых танков, БМП и других бронемашин, укреплений и пехоты противника.
РПГ-32 состоит из многоразового ПУ (пускового устройства) со штатным коллиматорным прицелом и одноразовых пусковых контейнеров (мультикалиберных картриджей) с реактивными гранатами, снаряжённых на заводе-изготовителе. Кроме коллиматорного могут устанавливаться оптические или ночные инфракрасные прицелы.
Основной калибр — 105 мм (также могут использоваться гранаты калибра 72 мм). Длина в боевом положении составляет 900—1200 мм, вес в боевом положении — 6 кг (с 72 мм гранатой в контейнере) или 10 кг (с 105-мм гранатой в контейнере). Эффективная дальность стрельбы — 200 м, прицельная — 700 м. 105-мм граната оснащена тандемной кумулятивной боевой частью и оптимизирована для поражения основных боевых танков с динамической защитой. Данная 105-мм граната ПГ-32 пробивает 600 мм стальной брони за динамической защитой. Отличительная черта РПГ-32 — одинаковая баллистика всех выстрелов, что существенно сокращает время обучения солдат.

## Типы боеприпасов
В настоящий момент для РПГ-32 созданы термобарическая и тандемная кумулятивная, а также практическая (учебная) гранаты. Термобарический боезаряд предназначен для поражения живой силы, укреплений и легкобронированной техники. Тандемный кумулятивный боезаряд предназначен для уничтожения тяжелобронированной (в том числе и с динамической защитой) техники противника.
Для РПГ-32 разрабатываются осколочный и фугасный снаряды, а также инновационный для российских противотанковых гранатомётов снаряд с самоприцеливающимися элементами, способный поражать бронетехнику противника даже при некачественном прицеливании, что существенно облегчит применение гранатомёта слабоподготовленным персоналом.

## Прицельный комплекс
Штатным прицелом для РПГ-32 является изделие ПГК-1 (GS-1DN) или 1П81 разработки белорусского холдинга «БелОМО». Это дневной оптический прицел для стрельбы на штатную дальность до 700 м. 
Затем был разработан специально для РПГ-32 компанией «Научно-технический центр ЛЭМТ БелОМО»  универсальный автоматический прицел типа день/ночь БелОМО GS-2R (ГПД-1) имеющий впервые среди прицелов ручных противотанковых гранатометов совмещенный с лазерным дальномером (до 1000м) автоматический баллистический вычислитель и управляемую вычислителем подвижную прицельную марку. Прицел осуществляет автоматический расчет углов прицеливания и смещение прицельной марки в соответствии с измеренной температурой окружающей среды, дальностью до цели и заданным типом используемого боеприпаса. Может комплектоваться вкручиваемой в прицел спереди съемной тепловизионной насадкой TC/A-1, а также съемной насадкой ночного видения NV/A-1 или NV/A-2  на основе электронно-оптического преобразователя поколения II+ или III. Баллистический вычислитель обеспечивает расчет необходимых поправок во всем диапазоне дальностей эффективного применения гранатомета, достигающем 700 метров. На Западе такого рода прицелы применяются только на гораздо более дорогих противотанковых комплексах типа NLAW, занимающих промежуточное положение между РПГ и ПТРК.
Технические характеристики:
- Видимое увеличение оптического канала — 3x;
- Угловое поле зрения — 16,5°;
- Диапазон диоптрийной настройки окуляра — ±4 дптр.;
- Диапазон рабочих температур прицела — -40…+50ºC;
- Электропитание: прицел — 4 элемента типа АА (батареи или аккумуляторы), насадка ночного видения – 1 элемент типа АА;
- Масса: прицела – 2,5 кг, насадки ночного видения – 0,6 кг.

## На вооружении
- Иордания — глава госкорпорации «Ростех» Сергей Чемезов и король Иордании Абдалла II 30.05.2013 открыли в этой стране предприятие по производству российских гранатомётов РПГ-32, проектная мощность завода — 60 000 гранатомётов в год. Финансирование проекта 50 на 50, также Хашим будет поставляться по лицензии на экспорт[4]. Заводом Базальт поставлено для сборки 900 комплектующих.[5]